# Piet van der Horst
Petrus Michaelis "Piet" van der Horst, född 25 oktober 1903 i Klundert, död 18 februari 1983 i Breda, var en nederländsk tävlingscyklist.
Han blev olympisk silvermedaljör i lagförföljelse vid sommarspelen 1928 i Amsterdam.